# Trzy schronienia
Trzy schronienia (skr. triśarana; pali: tisarana) – w buddyzmie przyjęcie Trzech schronień jest pierwszym krokiem oznaczającym wejście na buddyjską ścieżkę.
Mówi się o tym, że każda czująca istota, bez względu na to, w jakim odrodziła się ciele, poszukuje w życiu szczęścia oraz poczucia bezpieczeństwa i unika cierpienia. Próbujemy realizować te cele gromadząc rzeczy materialne i podejmując różnego rodzaju działania, które dają nam poczucie tymczasowego zaspokojenia. Jednak rzeczy światowe w których zwykle szukamy schronienia są nietrwałe i zawsze kończą się cierpieniem. Niezależnie od tego jak wiele majątku zgromadzimy, jak wysoką pozycję i uznanie osiągniemy, jak bardzo kochającą rodzinę będziemy mieli, jak wiele zrobimy dla swojego kraju czy społeczeństwa – wszystko to nie jest prawdziwym schronieniem, ponieważ przemija, jest nietrwałe. Majątek, sława i bliskość rodziny kończą się najpóźniej w chwili śmierci. Kraje i społeczeństwa również przemijają, jak pokazuje historia.
Nie powinno się też przyjmować schronienia w duchach, istotach nadprzyrodzonych, istotach boskich i w Brahmie.
Jedynym autentycznym schronieniem w buddyzmie jest więc przyjęcie schronienia w
Buddzie, Dharmie i Sandze.
W języku tybetańskim termin kjab dro, tłumaczony jako „przyjmować schronienie” oznacza dokładnie:
- Kjab – „chronić” lub „coś, co ma moc ochraniania”
- dro – „iść”

Bardziej precyzyjne tłumaczenie oddające dynamikę i ciągłość procesu powinno brzmieć: „iść po schronienie” lub „udawać się po schronienie”. Podobnie również sanskrycki termin saranam gaććhami zawiera pierwiastek „iść”, co wskazuje też na to, że przyjęcie schronienia jest tylko początkiem procesu, a nie jednorazowym aktem (na podstawie [LRIN]).

## Schronienie w Buddzie
Dla buddysty, Budda jest najwyższym oraz nieprześcignionym Nauczycielem i Mistrzem, pokazującym drogę do osiągnięcia ostatecznego szczęścia i usunięcia całego cierpienia dzięki duchowemu oświeceniu. Dlatego Budda jest wart najwyższej czci. Świadome zwracanie się ku Buddzie i poleganie na nim, odwraca nas od nieoświeconego istnienia i otwiera na Jego Nauki (Dharmę) i duchowe przewodnictwo. Co więcej, Budda reprezentuje najwyższą mądrość oraz nieograniczone współczucie – nie ma niczego bardziej wartościowego i bezpiecznego, ku czemu moglibyśmy się zwrócić (na podstawie [MB3S]).

## Schronienie w Dharmie (Nauce Buddy)
„Nauka Buddy ukazuje ostateczną Prawdę i kładzie kres wszystkim ludzkim problemom, tak więc jest najlepszym lekarstwem. Postępując zgodnie z Nauką Buddy, możemy się duchowo przebudzić i urzeczywistnić Oświecenie i wyzwolenie. Dlatego zwracamy się ku Nauce Buddy i polegamy na niej” (na podstawie [MB3S]).

## Schronienie w Sandze (Zgromadzeniu Uczniów Buddy)
Budda rozpoczął nauczanie w VI w. p.n.e. Od tamtej pory, jego uczniowie, wyświęceni mnisi i mniszki, dzięki pomocy i wsparciu świeckich wyznawców przez cały ten czas praktykowali, podtrzymywali i przekazywali jego Nauki. „Dzięki ich wysiłkom i poświęceniu Nauka i Praktyka Buddy mogły dotrzeć do nas. Uważamy więc ich za prawdziwy klejnot i skarbnicę Nauki Buddy. Biorąc Buddę za przykład, uczniowie tworzą Zgromadzenie oparte na harmonii i wzajemnej pomocy w działaniach, prowadzących wszystkie odczuwające istoty ku wyzwoleniu. Dlatego zwracamy się ku zgromadzeniu uczniów Buddy i polegamy na nim” (na podstawie [MB3S]).
Tekst schronienia w języku pali brzmi:
Buddham saranam gaććami
Dhammam saranam gaććami
Sangham saranam gaććami
co na język polski tłumaczy się jako:
Znajduję schronienie w Buddzie
Znajduję schronienie w Dharmie
Znajduję schronienie w Sandze